# Даранак
Даранак (арм. Դարանակ, до 1991 года — Дара) — село в Гехаркуникской области Армении.

## География
Село расположено в восточной части марза, на берегах реки Авсатагк, к северу от автодороги , на расстоянии 99 километров к востоку от города Гавар, административного центра области. Абсолютная высота — 1980 метров над уровнем моря.
Климат
Климат характеризуется как умеренно холодный, влажный (Dfb в классификации климатов Кёппена). Среднегодовая температура воздуха составляет +3,5 °C. Средняя температура самого холодного месяца (января) составляет −7,8 °С, самого жаркого месяца (августа) — +15 °С. Расчётная многолетняя норма атмосферных осадков — 981 мм. Наибольшее количество осадков выпадает в июне (121 мм).

## Население
Численность постоянного населения по состоянию на 1 января 2023 года составляла 131 человек.
| Год переписи | Население          | Население          | Население          | Население            | Население            | Население            |
| Год переписи | Наличное население | Наличное население | Наличное население | Постоянное население | Постоянное население | Постоянное население |
| Год переписи | Всего              | Мужчины            | Женщины            | Всего                | Мужчины              | Женщины              |
| ------------ | ------------------ | ------------------ | ------------------ | -------------------- | -------------------- | -------------------- |
| 2001         | 205                | 97                 | 108                | 170                  | 75                   | 95                   |
| 2011         | 167                | 73                 | 94                 | 168                  | 72                   | 96                   |

| Год  | Численность | Численность |
| ---- | ----------- | ----------- |
| 1939 | 235         | [ 8 ]       |
| 1959 | 320         | [ 8 ]       |
| 1970 | 364         | [ 8 ]       |
| 1979 | 411         | [ 8 ]       |
| 1989 | 92          | [ 8 ]       |
| 2001 | 170         | [ 8 ]       |
| 2011 | 168         | [ 9 ]       |